# Thủy điện An Khê – Kanak
Thủy điện An Khê – Kanak là nhà máy thủy điện nằm tại Sông Ba, huyện Kbang và thị xã An Khê, tỉnh Gia Lai; huyện Tây Sơn, tỉnh Bình Định, Việt Nam.

## Nhà máy
Nhà máy được khởi công xây dựng vào ngày 14 tháng 11 năm 2005. Sau 5 năm xây dựng, thủy điện An Khê - Kanak được khánh thành vào năm 2011.
Nhà máy thủy điện An Khê gồm 2 tổ máy, công suất mỗi tổ máy 80MW. Đập dâng chính là đập đất cao 23,5m. Đỉnh đập rộng 8m. Đập tràn xả lũ bằng bê tông cốt thép có 4 khoang tràn cho phép đạt lưu lượng xả lũ lớn nhất từ 4350,7 m³/s đến 5155,9 m³/s. Đường hầm dài 493,2 m, đường kính 4 m. Hồ chứa có dung tích 15,9 triệu m³. Công suất nhà máy là 160MW.
Nhà máy thủy điện Ka Nak gồm 2 tổ máy, công suất mỗi tổ máy 6,5MW. Đập dâng chính đổ bê tông bản mặt, cao 68 m. Đỉnh đập rộng 10 m. Đập tràn xả lũ bằng bê tông cốt thép có 3 khoang tràn cho phép đạt lưu lượng xả lũ lớn nhất từ 3311,3 m³/s đến 3907 m³/s. Đường hầm dài 3075,2 m, đường kính 4.5 m. Hồ chứa có dung tích 313,7 triệu m³. Công suất nhà máy là 173MW.

## Tác động tới môi trường
Thủy điện An Khê – Kanak chuyển nước từ sông Ba sang sông Côn. Sau hơn 10 năm vận hành thủy điện An Khê - Kanak, có vài sự cố xảy ra:

### Xả lũ năm 2011
Ngày 25 tháng 5 năm 2011, nhà máy thủy điện An Khê - Kanak bất ngờ xả lũ cuốn trôi nhiều hoa màu, tài sản của người dân huyện Kbang. Ước tính thiệt hại của trận xã lũ không báo trước này đối với vùng hạ du là khoảng 10 tỷ đồng.

### Xả lũ năm 2013
Theo UBND tỉnh Gia Lai tại kỳ họp vào ngày 16 tháng 7 năm 2014, HĐND tỉnh Gia Lai, thủy điện An Khê - Kanak đã xả lũ gây thiệt hại 15 tỉ đồng cho người dân thị xã An Khê và các huyện Đông Nam, Gia Lai hồi tháng 11 năm 2013, đến nay vẫn chưa hề có động thái phối hợp với chính quyền địa phương để rà soát, hỗ trợ cho người dân bị thiệt hại.

### Hạn hán năm 2016
Ngày 1 tháng 4 năm 2016, phát biểu trước Quốc hội, ông Huỳnh Thành, ĐBQH tỉnh Gia Lai cho rằng, thủy điện An Khê - Kanak là một công trình sai lầm, gây cạn kiệt dòng nước sông Ba vào mùa khô nhưng đến mùa xả lũ lại gây ngập lụt nghiêm trọng, ảnh hưởng đến hàng triệu người ở hai tỉnh Gia Lai và Phú Yên. Nguyên do bởi An Khê – Kanak là công trình chuyển nước, lấy nước sông Ba nhưng lại trả nước về cho sông Kôn (Bình Định). Mỗi năm, hơn 300 triệu m³ nước sông Ba đã bị chuyển về Bình Định, khiến hàng triệu hộ dân sống ở lưu vực sông Ba thiếu nước sinh hoạt và sản xuất.
Ngày hôm sau, Phó thủ tướng Nguyễn Xuân Phúc yêu cầu Bộ Công thương và Tập đoàn Điện lực Việt Nam báo cáo về tình hình xây dựng, vận hành hồ chứa thủy điện An Khê - Kanak. Ông Trần Việt Hùng, Phó trưởng ban thường trực Ban chỉ đạo Tây Nguyên, vừa kết thúc chuyến giám sát sông Ba và báo cáo chính phủ, cho biết, qua kiểm tra thủy điện An Khê - Kanak cho thấy, toàn bộ dòng sông Ba đang chết dần. Đặc biệt, dân cư ở lưu vực và hạ lưu sông không có nước sinh hoạt và tưới tiêu. Đề nghị trong chừng mực nào đó, có thể dừng hoạt động của nhà máy thủy điện An Khê – Kanak trả lại nước cho dòng sông Ba, tạo ra sức sống cho người dân trong lưu vực sông này.
Trả lời trên VTV, ông Ngô Sơn Hải - Phó tổng giám đốc Tập đoàn Điện lực Việt Nam (EVN) cho biết, thủy điện An Khê – Kanak từ đầu năm 2016 đến nay hầu như không chạy phát điện, chủ yếu chỉ để phục vụ xả nước không qua phát điện trả nước về cho sông Ba. Cụ thể là lưu lượng nước xả về hạ lưu sông Ba chiếm tới 86% lượng nước về hồ, chỉ còn khoảng 14% lượng nước dùng cho phát điện. Trong đó, phát điện cũng phục vụ chủ yếu cho tưới tiêu nông nghiệp theo yêu cầu của Bộ Nông nghiệp và Phát triển Nông thôn. Quy trình vận hành liên hồ chứa cũng nêu rõ: Trong trường hợp hạn hán xảy ra hoặc có yêu cầu sử dụng nước đặc biệt thì UBND các địa phương (ở đây là Ủy ban Nhân Dân tỉnh Gia Lai) phải xem xét, lập kế hoạch sử dụng nước để gửi cho Bộ Tài nguyên và Môi trường.

### Quy định xả nước
Năm 2014, Thủ tướng chính phủ chỉ đạo nhà máy thủy điện An Khê - Kanak mở cửa xả nước về sông Ba với lưu lượng nước không nhỏ hơn 4 m3/giây trong điều kiện bình thường. ông Huỳnh Thành – Phó trưởng đoàn đại biểu quốc hội tỉnh Gia Lai cho biết, khi nhà máy bắt đầu ngăn dòng, dưới hạ lưu không có nước nên đã kiến nghị nhà máy phải trả nước xuống để có dòng nước chảy dưới hạ nguồn. Nhưng do lợi ích phát điện nên có khi người ta xả, có khi không nên gây ra bức xúc liên tục và năm nào cũng vậy.